# Рейтан, Тадеуш
Таде́уш Ре́йтан (пол. Tadeusz Rejtan, Reytan, Reyten; бел. Тадэвуш Рэйтан, Грушевка; 1740 — 8 августа 1780, Грушевка) — литовский шляхтич собственного герба «Рейтан». Происходил из дворянского рода  Пруссии, первый представитель которого осел в Великом Княжестве Литовском в самом начале XVII века. Посол Сейма Речи Посполитой от Новогрудского воеводства ВКЛ.

## Биография
22 марта 1773 года вместе с Самуэлем Корсаком на сейме Новогрудского воеводства был выбран депутатом на Сейм Речи Посполитой и участвовал в так называемом «Разделительном» сейме в Варшаве. Совместно с другими шляхтичами, среди которых отличились Самуэль Корсак (Новогрудок) и Станислав Богушевич (Минск), Тадеуш Рейтан пытался сорвать сейм, чтобы не допустить утверждения Первого раздела Речи Посполитой — сначала они использовали формальные причины, так как по закону это заседание сейма должно было проходить в Гродно, а не в Варшаве, и председательствовать должен был подданный ВКЛ, а не подданный Речи Посполитой — кухмистр великий коронный Адам Понинский. Когда все средства были исчерпаны, Тадеуш Рейтан, добиваясь от Сейма протеста против Раздела, не выпускал депутатов из зала заседаний — лёг перед выходом со словами: «Рубите меня, не рубите Отчизну!». Этот протест запечатлён на картине Яна Матейко «Рейтан». Автор манифестов. Вел дневник своего посольства на Экстраординарный сейм (еще в XIX веке находился на хранении в родовом имении Рейтанов. В наше время нахождение неизвестно).
Скончался 8 августа 1780 года в родном имении Грушевка (ныне Ляховичский район, Брестская область). Был похоронен в костёле Ляховичей. 
В Беларуси и Польше Тадеуш Рейтан считается национальным героем, примером патриотизма и самоотверженности. 

## Память
Именем Тадеуша Рейтана названы многочисленные школы, гимназии, лицеи, в/ч.
Памятный знак Тадеушу Рейтану в Грушевке.